# Dolichoderus maschwitzi
Dolichoderus maschwitzi é uma espécie de formiga do gênero Dolichoderus.